# Nerve (2016)
Nerve is een Amerikaanse film uit 2016, geregisseerd door Henry Joost en Ariel Schulman en gebaseerd op het gelijknamig boek van Jeanne Ryan uit 2012, met in de hoofdrollen Emma Roberts, Dave Franco en Juliette Lewis. Het verhaal draait om het onlinespel "Nerve", dat mensen toelaat om de rol als player (speler) of watcher (kijker) op zich te nemen.

## Verhaal
Venus "Vee" Delmonico (Emma Roberts) is een verlegen studente die haar laatste jaar volgt op de middelbare school. Ze wil zo snel mogelijk het huis uit, weg van Staten Island, maar is bang om dat aan haar moeder (Juliette Lewis) te vertellen. Vee werd immers toegelaten tot het California Institute of the Arts, maar ziet dit niet echt als een optie omdat haar moeder nog steeds rouwt om de dood van haar broer.
Vee's beste vriendin Sydney (Emily Meade) werd mede dankzij haar stijgende populariteit en roekeloos gedrag in "Nerve" ook bekend onder de studenten op school. "Nerve" is een online game waar mensen zich ofwel als "spelers" (players) of als betalende "kijkers" (watchers) kunnen inschrijven. Deze "kijkers" dagen de "spelers" uit om opdrachten te voltooien en die te filmen met hun mobiele telefoon, in ruil voor een som geld die op hun bankrekening wordt overgemaakt. Terwijl de prijzen telkens verhogen, worden de uitdagingen steeds extremer en gevaarlijker.
Wanneer Vee weigert te babbelen met de populaire jongen waar ze een oogje op heeft, neemt Sydney zelf de touwtjes in handen. Ze vertelt hem dat Venus interesse heeft in de jongen, waarop hij haar onrechtstreeks afwijst. Vee is woedend en vertrekt meteen naar huis. Ze besluit om niet langer het buitenbeentje te zijn en schrijft zich als "speler" in op "Nerve". Vee wordt al snel populair onder de studenten en raakt geobsedeerd door het gevaarlijke spel. Haar beste vriendin en andere vrienden volgen het avontuur van Vee op de voet.
Het spel verzamelt alle persoonlijke informatie die online te rapen valt, en legt de drie belangrijkste regels uit: alle opdrachten moeten gefilmd worden via de gsm van de speler, het geld dat de speler met alle opdrachten verdiend heeft zal meteen terug van de bankrekening worden gehaald indien de speler mislukt in een opdracht of de opdracht weigert uit te voeren, en de speler mag in geen geval het online spel aangeven bij de politie. De twee meest bekeken spelers eindigen uiteindelijk in de "finale". De eerste opdracht die Vee toegewezen krijgt, bestaat eruit een wildvreemde vijf seconden lang te kussen in een plaatselijke bar. Ze kust Ian (Dave Franco), hier start dan ook meteen hun avontuur.  Ze laat hierbij haar beste vriend Tommy (Miles Heizer) alleen achter.
Na het uitvoeren van verschillende opdrachten zijn Vee en Ian de twee meest bekeken spelers op Nerve. Ze staan met andere woorden aan de top van het spel. Deze positie brengt zowel het leven van Vee als dat van Ian in gevaar, waardoor Vee een einde wil maken aan het spel. Ze probeert de politie in te lichten over de gevaren van het spel, met als gevolg dat al het verdiende geld terug van haar rekening verdwijnt. Vee wordt aangevallen door een belangrijke pion in het spel, Ty (Colson Baker), en wordt geconfronteerd met de echte waarheid achter het spel: toen Vee de overheid op de hoogte bracht van het spel werd alle informatie van Vee en haar familie in beslag genomen. Vee maakte vanaf nu deel uit van de derde (tot toen nog onbesproken) categorie "prisoners" (gevangenen).
Vee bevindt zich in een levensgevaarlijke positie en moet zich een weg uit dit spel trachten te zoeken. Het spel zit veel dieper geworteld in het leven van de spelers dan ze beseffen. Uiteindelijk lukt het zowel Vee, Ian als Ty om zich uit de klauwen van het spel te bevrijden. Ians echte naam blijkt Sam te zijn. Tot slot verliest het spel, het verliest alle macht, al de persoonlijke informatie van zowel de spelers als de kijkers wordt met behulp van hackers uit de database van het spel verwijderd. "Nerve" kan de deelnemers niet langer manipuleren en misbruiken. De film toont het gevaar aan van het World Wide Web en hoe makkelijk uiterst vertrouwelijke informatie in verkeerde handen terecht kan komen.

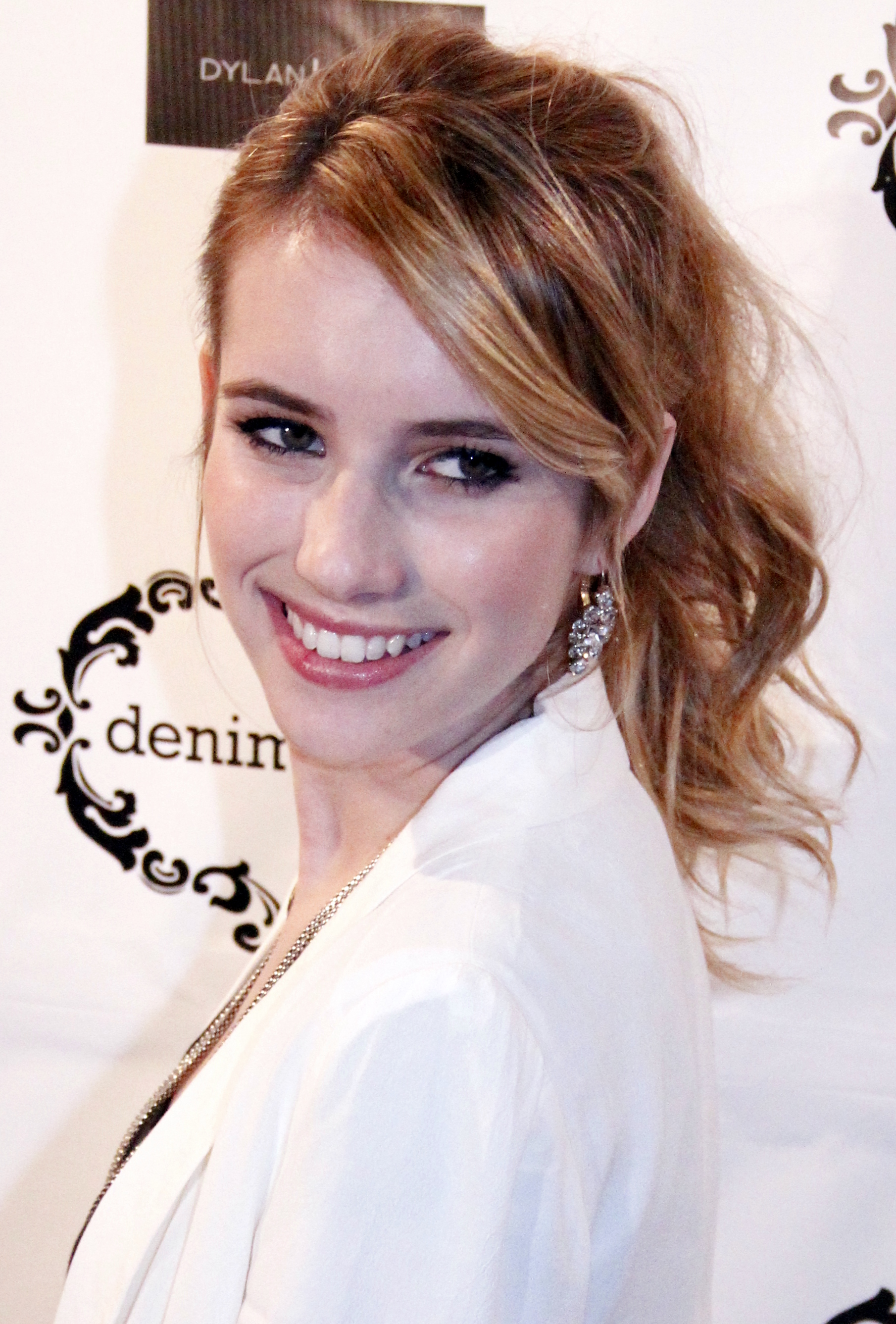
Emma Roberts kreeg de hoofdrol toegewezen.

## Rolverdeling
| Acteur         | Personage |
| -------------- | --------- |
| Emma Roberts   | Vee       |
| Juliette Lewis | Nancy     |
| Dave Franco    | Ian/Sam   |
| Colson Baker   | Ty        |
| Emily Meade    | Sydney    |
| Miles Heizer   | Tommy     |
| Kimiko Glenn   | Liv       |

## Boodschap
Deze thriller presenteert een scenario waarin losbandige jongeren via social media de regels overtreden. Hoe verder ze de grenzen leggen, hoe beter. Nerve maakt er geen geheim van gericht te zijn op de jeugd van tegenwoordig. De stereotiepe tieners zijn immers niet los te koppelen van hun mobieltjes. In nerve spelen groepsdruk en identiteitsvorming de hoofdrol. De standaard tienerromance is herkenbaar voor het doelpubliek, maar het is de goed getimede maatschappijkritiek die Nerve interessant maakt voor de oudere toeschouwers.
Met Nerve blijken regisseurs Joost en Schulman begrip te hebben voor de aantrekkingskracht van social media op de jongeren. Door dit spel liggen alle gegevens van de deelnemers voor het grijpen, hun accounts op social media zijn niet langer veilig. De kijkers gebruiken elk stukje persoonlijke informatie tegen hun pionnen, en dit volledig anoniem. Hierdoor wordt niemand als schuldige aangewezen eens het fout gaat. Noch de kijker en noch het spel zijn te traceren door de overheid. Fysiek worden de tieners niet gedwongen, maar mentaal vormen de deelnemers echter een vlieg in een spinnenweb in het steeds dodelijker spel.
Nerve is een goed uitgewerkte thriller die zowel de tieners als volwassenen tot denken zet.

## Ontvangst
De film ontving gemengde kritieken. Op Rotten Tomatoes kreeg de film een rating van 65%, gebaseerd op 120 recensies. De gemiddelde score die de film kreeg was 5,7 op 10. Over het algemeen waren de critici er het over eens dat de film een tienervriendelijke thriller is die veel tempo en energie bezit. Op Metacritic kreeg de film een score van 58 op 100,  gebaseerd op 33 recensies.